# Al·ligàtor xinès
L'al·ligàtor xinès o al·ligàtor del Yangtze (Alligator sinensis) és una espècie de rèptil crocodilians de la família Alligatoridae.
El seu aspecte és molt similar al del seu congènere, l'al·ligàtor del Mississipi (Alligator mississippiensis), però és notablement més petit, rondant normalment els 2 metres de llarg, encara que es posseeixen descripcions d'exemplars excepcionals que van arribar als tres metres. A diferència d'A. mississippiensis està completament cuirassat; fins i tot l'estómac ho està, característica trobada en pocs crocodilis. Són de color fosc amb bandes més clares al llarg del cos.
Els al·ligàtors xinesos tenen les mateixes proporcions que els americans, malgrat les seves reduïdes dimensions. Només s'observa la diferència que les cries recentment sortides de l'ou posseeixen un cap més desenvolupat, la qual cosa probablement els permet alimentar-se d'insectes aquàtics majors que els plançons d'al·ligàtor del Mississipi.